# Dixon (DJ)
Dixon (bürgerlich Steffen Berkhahn; * 1975 in Anklam) ist ein deutscher House-DJ und -Musiker sowie A&R-Manager und Labelbetreiber.

## Leben
Als Jugendlicher spielte Berkhahn Fußball und strebte eine Karriere als Profi an, die er allerdings verletzungsbedingt aufgeben musste.
Unter dem Pseudonym Dixon legte er ab Anfang der 1990er Jahre in Berliner Clubs wie der Turbine, dem Tresor, dem E-Werk und dem WMF auf. Im WMF trat er gemeinsam mit DJ Mitja Prinz auf. Über Kontakte zum Produzentenkollektiv Jazzanova kam er zum Sonar-Kollektiv-Sublabel Recreation Recordings, wo er als A&R-Manager tätig wurde und die DJ-Serie Off Limits mixte.
Gemeinsam mit Georg Levin gründete er 2004 das Projekt Wahoo, das unter anderem auf Sonar Kollektiv und Defected veröffentlichte.
Gemeinsam mit Kristian Rädle und Frank Wiedemann alias Âme gründete Dixon 2005 das Berliner Musiklabel Innervisions. Für das 2009 veröffentlichte Mix-Album The Grandfather Paradox und verschiedene Singles arbeitete Dixon mit dem Musiker Henrik Schwarz und dem Duo Âme zusammen. Die vier Musiker treten auch unter den Projektnamen Innervisions Orchestra und A Critical Mass auf.
Im Open-World-Computerspiel Grand Theft Auto V kann man Dixon in dem im Spiel integrierten Online-Modus Grand Theft Auto Online als DJ für einen Auftritt buchen.
Berkhahn lebt mit seiner Frau und seinem Sohn in Berlin-Schöneberg.

## Diskografie (Auswahl)

### Mixalben und Compilations
- 1999: V.A. – Off Limits (Recreation Recordings)
- 2000: V.A. – Off Limits 2 (Recreation Recordings)
- 2001: Dixon and Mitja Prinz – Audio Video Disco (WMF Records)
- 2002: V.A. – Off Limits 3 (Recreation Recordings)
- 2007: DJ Dixon – Body Language Vol. 4 (Get Physical Music)
- 2009: Dixon – Temporary Secretary (Innervisions)
- 2009: Henrik Schwarz / Âme / Dixon – The Grandfather Paradox (BBE)
- 2010: Dixon – Five Years Of Innervisions Compiled & Mixed By Dixon × Air (Lastrum)
- 2011: Dixon – Live At Robert Johnson Volume 8 (Live At Robert Johnson)

### Singles & EPs
- 2005: Wahoo presented By Dixon and Georg Levin – Holding You  (Sonar Kollektiv)
- 2006: Henrik Schwarz / Âme / Dixon feat. Derrick L. Carter – Where We At EP  (Sonar Kollektiv, Innervisions)
- 2008: Henrik Schwarz / Âme / Dixon – D.P.O.M.B. EP (Innervisions)
- 2009: Dixon – Temporary Secretary – Dixon Edits (Innervisions)
- 2010: Henrik Schwarz / Âme / Dixon – A Critical Mass Live EP (Innervisions)
- 2014: Guy Gerber & Dixon – No Distance EP (Rumors)